# Lalchungnunga
Lal Chungnunga (Aizawl, 25 dicembre 2000) è un calciatore indiano, difensore dell'East Bengal.

## Carriera

### Club
Ha giocato nella prima divisione indiana.

### Nazionale
Ha giocato nella nazionale indiana Under-23.
Esordisce con la nazionale maggiore indiana il 21 novembre 2023 nella sconfitta 0-3 contro in Qatar valevole per le qualificazioni AFC al campionato del mondo 2026.
Nel 2023 partecipa alla Coppa d'Asia.

## Statistiche

### Presenze e reti nei club
| Stagione           | Squadra            | Campionato         | Campionato | Campionato | Coppe nazionali | Coppe nazionali | Coppe nazionali | Coppe continentali | Coppe continentali | Coppe continentali | Altre coppe | Altre coppe | Altre coppe | Totale | Totale |
| Stagione           | Squadra            | Comp               | Pres       | Reti       | Comp            | Pres            | Reti            | Comp               | Pres               | Reti               | Comp        | Pres        | Reti        | Pres   | Reti   |
| ------------------ | ------------------ | ------------------ | ---------- | ---------- | --------------- | --------------- | --------------- | ------------------ | ------------------ | ------------------ | ----------- | ----------- | ----------- | ------ | ------ |
| 2022-2023          | East Bengal        | ISL                | 19         | 0          | SC              | 3               | 0               | -                  | -                  | -                  | DC          | 4           | 0           | 26     | 0      |
| 2023-2024          | East Bengal        | ISL                | 17         | 0          | SC              | 1               | 0               | -                  | -                  | -                  | DC          | 6           | 0           | 24     | 0      |
| 2024-2025          | East Bengal        | ISL                | 18         | 2          | SC              | 1               | 0               | AFC2+ACL           | 1+5                | 0                  | DC          | 3           | 0           | 28     | 2      |
| 2025-2026          | East Bengal        | ISL                | 0          | 0          | SC              | 0               | 0               | -                  | -                  | -                  | DC          | 4           | 1           | 4      | 1      |
| Totale East Bengal | Totale East Bengal | Totale East Bengal | 54         | 2          |                 | 5               | 0               |                    | 6                  | 0                  |             | 17          | 1           | 82     | 3      |
| Totale carriera    | Totale carriera    | Totale carriera    | 54         | 2          |                 | 5               | 0               |                    | 6                  | 0                  |             | 17          | 1           | 82     | 3      |

### Cronologia presenze e reti in nazionale
| Cronologia completa delle presenze e delle reti in nazionale ― India | Cronologia completa delle presenze e delle reti in nazionale ― India | Cronologia completa delle presenze e delle reti in nazionale ― India | Cronologia completa delle presenze e delle reti in nazionale ― India | Cronologia completa delle presenze e delle reti in nazionale ― India | Cronologia completa delle presenze e delle reti in nazionale ― India | Cronologia completa delle presenze e delle reti in nazionale ― India | Cronologia completa delle presenze e delle reti in nazionale ― India |
| Data                                                                 | Città                                                                | In casa                                                              | Risultato                                                            | Ospiti                                                               | Competizione                                                         | Reti                                                                 | Note                                                                 |
| -------------------------------------------------------------------- | -------------------------------------------------------------------- | -------------------------------------------------------------------- | -------------------------------------------------------------------- | -------------------------------------------------------------------- | -------------------------------------------------------------------- | -------------------------------------------------------------------- | -------------------------------------------------------------------- |
| 21-11-2023                                                           | Bhubaneswar                                                          | India                                                                | 0 – 3                                                                | Qatar                                                                | Qual. Mondiali 2026                                                  | -                                                                    | 90+4’                                                                |
| Totale                                                               |                                                                      | Presenze                                                             | 1                                                                    |                                                                      | Reti                                                                 | 0                                                                    |                                                                      |

## Palmarès
- Super Cup: 1

East Bengal: 2024